# Aase Bjerkholt
Aase Bjerkholt, född 1915, död 2012, var en norsk politiker. 
Hon var konsumentminister 1955–1963. 